# 10878 Moriyama
10878 Moriyama eller 1996 VV är en asteroid i huvudbältet som upptäcktes den 3 november 1996 av den japanske astronomen Yasukazu Ikari i Moriyama. Den är uppkallad efter den japanska staden Moriyama.
Asteroiden har en diameter på ungefär 5 kilometer.